# Ukrainischer Fußballpokal 2003/04
Der Ukrainische Fußballpokal 2003/04 war die 13. Austragung des ukrainischen Pokalwettbewerbs der Männer. Pokalsieger wurde Schachtar Donezk. Das Team setzte sich im Finale am 30. Mai 2004 im Olympiastadion von Kiew gegen Dnipro Dnipropetrowsk durch. Titelverteidiger Dynamo Kiew war im Halbfinale gegen Dnipro Dnipropetrowsk ausgeschieden.

## Modus
Die Begegnungen der ersten drei Runden und des Finales wurden in einem Spiel ausgetragen. Bei unentschiedenem Ausgang wurde zur Ermittlung des Siegers eine Verlängerung gespielt. Stand danach kein Sieger fest, folgte ein Elfmeterschießen. Bis zum Achtelfinale hatten die unterklassigen Teams Heimrecht.
Im Viertel- und Halbfinale wurden die Sieger in Hin- und Rückspiel ermittelt. Bei Torgleichstand in beiden Spielen zählte zunächst die größere Zahl der auswärts erzielten Tore; gab es auch hierbei einen Gleichstand, wurde das Rückspiel verlängert und ggf. ein Elfmeterschießen zur Entscheidung ausgetragen. Der Pokalsieger qualifizierte sich für den UEFA-Pokal.

## Teilnehmende Teams
| Wyschtscha Liha (16) | Perscha Liha (15) | Druha Liha (33) | Druha Liha (33) |
| --- | --- | --- | --- |
| - Arsenal Kiew - Borysfen Boryspil - Dnipro Dnipropetrowsk - Dynamo Kiew - Illitschiwez Mariupol - Karpaty Lwiw - Krywbas Krywyj Rih - Metalurh Donezk - Metalurh Saporischschja - Obolon Kiew - Schachtar Donezk - Sirka Kirowohrad - Tawrija Simferopol - Tschornomorez Odessa - Wolyn Luzk - Worskla Poltawa | - Arsenal Charkiw - FK Krasyliw-Obolon - Metalist Charkiw - FK Mykolajiw - Nywa Winnyzja - Nafkom-Akademija Irpin - Naftowyk-Ukrnafta Ochtyrka - FK Polissja Schytomyr - Sakarpattja Uschhorod - Sorja Luhansk - Spartak-Horobina Sumy - Spartak Iwano-Frankiwsk - Stal Altschewsk - Systema-Borex Borodjanka - ZSKA Kiew | - Awanhard Rowenky - FSK Bukowina Czernowitz - Desna Tschernihiw - Dnister Owidiopol - Dynamo Simferopol - Elektrometalurh-NSF Nikopol - Elektron Romny - Enerhetyk Burschtyn - Hasowyk ChHW Charkiw - Hasowyk Skala Stryj - Helios Charkiw - Hirnyk-Sport Komsomolsk - Ikwa Mlyniw - Jawir Krasnopillja - Krymteplyzja Molodischne - Krystal Cherson - Naftowyk Dolyna | - Nywa Ternopil - Olimpija FK AES Juschnoukrajinsk - Olkom Melitopol - Palmira Odessa - Podillja Chmelnyzkyj - FK Rawa-Ruska - Ros Bila Zerkwa - PFK Sewastopol - Stal Dniprodserschynsk - Techno-Center Rohatyn - FK Tscherkassy - Tschornohora Iwano-Frankiwsk - Tytan Armjansk - Uholjok Dymytrow - Weres Riwne - Wodnyk Mikolajiw |

## 1. Runde
| Datum      |                                        | Ergebnis              |                                 |
| ---------- | -------------------------------------- | --------------------- | ------------------------------- |
| 08.08.2003 | Uholjok Dymytrow (III)                 | 0:7                   | Dynamo Kiew (I)                 |
| 09.08.2003 | Jawir Krasnopillja (III)               | 0:3                   | Schachtar Donezk (I)            |
| 09.08.2003 | Elektrometalurh-NSF Nikopol (III)      | 0:1                   | Sakarpattja Uschhorod (II)      |
| 09.08.2003 | Desna Tschernihiw (III)                | 0:2                   | Dnipro Dnipropetrowsk (I)       |
| 10.08.2003 | FK Weres Riwne (III)                   | 0+:- 1                | Enerhetyk Burschtyn (I)         |
| 10.08.2003 | Wodnyk Mikolajiw (III)                 | 0:3                   | Worskla-Naftohas Poltawa (I)    |
| 10.08.2003 | Tytan Armjansk (III)                   | 1:1 n. V. (4:1 i. E.) | Karpaty Lwiw (I)                |
| 10.08.2003 | FK Rawa-Ruska (III)                    | 0:1                   | Tawrija Simferopol (I)          |
| 10.08.2003 | Podillja Chmelnyzkyj (III)             | 1:3                   | Arsenal Kiew (I)                |
| 10.08.2003 | PFK Sewastopol (III)                   | 3:4                   | Krywbas Krywyj Rih (I)          |
| 10.08.2003 | Palmira Odessa (III)                   | 2:2 n. V. (4:2 i. E.) | Arsenal Charkiw (II)            |
| 10.08.2003 | Olkom Melitopol (III)                  | 1:5                   | Metalurh Donezk (I)             |
| 10.08.2003 | Olimpija FK AES Juschnoukrajinsk (III) | 0:3                   | Tschornomorez Odessa (I)        |
| 10.08.2003 | Naftowyk Dolyna (I)                    | 0:1                   | Obolon Kiew (I)                 |
| 10.08.2003 | Krystal Cherson (III)                  | 1:2                   | ZSKA Kiew (II)                  |
| 10.08.2003 | Krymteplyzja Molodischne (III)         | 0:1                   | Spartak Iwano-Frankiwsk (II)    |
| 10.08.2003 | Ikwa Mlyniw (III)                      | 1:3                   | FK Polissja Schytomyr (II)      |
| 10.08.2003 | Hirnyk-Sport Komsomolsk (III)          | 0:2 n. V.             | Metalurh Saporischschja (I)     |
| 10.08.2003 | Helios Charkiw (III)                   | 0:2                   | Metalist Charkiw (II)           |
| 10.08.2003 | Hasowyk Skala Stryj (III)              | 1:0                   | Sirka Kirowohrad (I)            |
| 10.08.2003 | Hasowyk ChHW Charkiw (III)             | 1:2                   | Stal Altschewsk (II)            |
| 10.08.2003 | FK Tscherkassy (III)                   | 2:3                   | Naftowyk-Ukrnafta Ochtyrka (II) |
| 10.08.2003 | Dnister Owidiopol (III)                | 3:2 n. V.             | Systema-Borex Borodjanka (II)   |
| 10.08.2003 | Tschornohora Iwano-Frankiwsk (III)     | 0:1                   | FK Mykolajiw (II)               |
| 10.08.2003 | Awanhard Rowenky (III)                 | 0:4                   | Borysfen Boryspil (I)           |
| 10.08.2003 | Stal Dniprodserschynsk (III)           | 1:2                   | Sorja Luhansk (II)              |
| 10.08.2003 | Techno-Center Rohatyn (III)            | 0:4                   | Wolyn Luzk (I)                  |
| 10.08.2003 | Ros Bila Zerkwa (III)                  | 2:2 n. V. (2:4 i. E.) | Spartak Sumy (II)               |
| 10.08.2003 | Nywa Ternopil (III)                    | 0:4                   | Illitschiwez Mariupol (I)       |
| 10.08.2003 | Elektron Romny (III)                   | 0:2                   | FK Krasyliw-Obolon (II)         |
| 10.08.2003 | Dynamo Simferopol (III)                | 0:3                   | Nywa Winnyzja (II)              |
| 10.08.2003 | FSK Bukowina Czernowitz (III)          | 0:2                   | Nafkom-Akademija Irpin (II)     |

## 2. Runde
| Datum      |                                 | Ergebnis  |                              |
| ---------- | ------------------------------- | --------- | ---------------------------- |
| 23.08.2003 | FK Weres Riwne (III)            | 1:4       | Metalurh Donezk (I)          |
| 23.08.2003 | Sakarpattja Uschhorod (II)      | 0:1       | Krywbas Krywyj Rih (I)       |
| 23.08.2003 | FK Mykolajiw (II)               | 0:6       | Dynamo Kiew (I)              |
| 24.08.2003 | Naftowyk-Ukrnafta Ochtyrka (II) | 1:2 n. V. | Metalurh Saporischschja (I)  |
| 24.08.2003 | FK Krasyliw-Obolon (II)         | 1:4       | Tawrija Simferopol (I)       |
| 24.08.2003 | Sorja Luhansk (II)              | 2:5       | Obolon Kiew (I)              |
| 24.08.2003 | Tytan Armjansk (III)            | 1:4       | Wolyn Luzk (I)               |
| 24.08.2003 | FK Polissja Schytomyr (II)      | 2:3       | Borysfen Boryspil (I)        |
| 24.08.2003 | Palmira Odessa (III)            | 0:2       | Schachtar Donezk (I)         |
| 24.08.2003 | Nywa Winnyzja (II)              | 1:2       | Tschornomorez Odessa (I)     |
| 24.08.2003 | Nafkom-Akademija Irpin (II)     | 0:1       | Dnipro Dnipropetrowsk (I)    |
| 24.08.2003 | Dnister Owidiopol (III)         | 1:2       | Stal Altschewsk (II)         |
| 24.08.2003 | ZSKA Kiew (II)                  | 0:2       | Illitschiwez Mariupol (I)    |
| 24.08.2003 | Hasowyk Skala Stryj (III)       | 1:4       | Arsenal Kiew (I)             |
| 24.08.2003 | Spartak Sumy (II)               | 1:5       | Worskla-Naftohas Poltawa (I) |
| 24.08.2003 | Spartak Iwano-Frankiwsk (II)    | 5:3       | Metalist Charkiw (II)        |

## Achtelfinale
| Datum      |                              | Ergebnis              |                              |
| ---------- | ---------------------------- | --------------------- | ---------------------------- |
| 28.10.2003 | Dynamo Kiew (I)              | 1:0                   | Wolyn Luzk (I)               |
| 29.10.2003 | Stal Altschewsk (II)         | 3:0                   | Obolon Kiew (I)              |
| 29.10.2003 | Borysfen Boryspil (I)        | 1:2                   | Metalurh Saporischschja (I)  |
| 29.10.2003 | Metalurh Donezk (I)          | 1:1 n. V. (8:9 i. E.) | Tawrija Simferopol (I)       |
| 29.10.2003 | Spartak Iwano-Frankiwsk (II) | 0:1                   | Tschornomorez Odessa (I)     |
| 29.10.2003 | Illitschiwez Mariupol (I)    | 5:0                   | Worskla-Naftohas Poltawa (I) |
| 29.10.2003 | Krywbas Krywyj Rih (I)       | 0:4                   | Schachtar Donezk (I)         |
| 29.10.2003 | Dnipro Dnipropetrowsk (I)    | 3:0                   | Arsenal Kiew (I)             |

## Viertelfinale
| Datum             |                             | Gesamt |                          | Hinspiel | Rückspiel |
| ----------------- | --------------------------- | ------ | ------------------------ | -------- | --------- |
| 15.11./19.11.2003 | Illitschiwez Mariupol (I)   | 0:9    | Dynamo Kiew (I)          | 0:8      | 0:1       |
| 16.11./20.11.2003 | Metalurh Saporischschja (I) | 1:3    | Tschornomorez Odessa (I) | 1:1      | 0:2       |
| 16.11./21.11.2003 | Dnipro Dnipropetrowsk (I)   | 6:2    | Tawrija Simferopol (I)   | 4:1      | 2:1       |
| 22.11./26.11.2003 | Stal Altschewsk (II)        | 1:3    | Schachtar Donezk (I)     | 0:0      | 1:3       |

## Halbfinale
| Datum             |                           | Gesamt          |                      | Hinspiel | Rückspiel |
| ----------------- | ------------------------- | --------------- | -------------------- | -------- | --------- |
| 07.03./20.04.2004 | Dnipro Dnipropetrowsk (I) | 2:2 (2:1 i. E.) | Dynamo Kiew (I)      | 2:0      | 0:2 n. V. |
| 07.03./21.04.2004 | Tschornomorez Odessa (I)  | 0:2             | Schachtar Donezk (I) | 0:1      | 0:1       |

## Finale
| Paarung               | Schachtar Donezk – Dnipro Dnipropetrowsk |
| Ergebnis              | 2:0 (1:0) |
| Datum                 | 30. Mai 2004 |
| Stadion               | Olympiastadion, Kiew |
| Zuschauer             | 68.000 |
| Schiedsrichter        | Serhij Schebek |
| Tore                  | 1:0 Oleksij Bjelik (1.) 2:0 Anatolij Tymoschtschuk 88.) |
| Schachtar Donezk      | Dmytro Schutkow – Mychajlo Starostjak, Mariusz Lewandowski, Anatolij Tymoschtschuk, Serhij Popow – Daniel Florea (68. Alexei Bacharew), Flavius Stoican, Răzvan Raț, Oleksij Bjelik (35. Igor Duljaj) – Zvonimir Vukić (89. Ciprian Marica), Andrij Worobej Cheftrainer: Mircea Lucescu ( Rumänien)                |
| Dnipro Dnipropetrowsk | Wjatscheslaw Kernosenko – Oleksandr Radtschenko (65. Roman Maksymjuk), Andrij Russol, Dmytro Michajlenko (46. Oleksandr Hryzaj), Wolodymyr Jeserskyj – Oleh Schelajew, Oleksandr Rykun, Serhij Nasarenko, Ruslan Rotan – Ruslan Kostyschyn (78. Serhij Motus), Oleh Wenhlinskyj Cheftrainer: Jewhen Kutscherewskyj |
| Gelbe Karten          | Andrij Worobej, Alexei Bacharew, Zvonimir Vukić – Oleh Wenhlinskyj, Ruslan Rotan, Oleksandr Rykun, Serhij Nasarenko |
| Platzverweise         | Flavius Stoican (30.) – Oleh Schelajew (31.) |